# 竇祥
竇祥（1446年—？），字文瑞，河南河南府鞏縣人，軍籍，明朝政治人物。

## 生平
河南鄉試第六十二名舉人。成化十七年（1481年）中式辛丑科會試第二百八十二名，三甲第一百六十一名進士。

## 家族
曾祖竇成；祖父竇忠；父竇斌，母賀氏。具慶下。